# IFCT Festival
Das IFCT Festival ist ein seit 2002 stattfindendes, internationales Filmfestival. IFCT steht als Kürzel für International Fest of Cinema and Technology. Ziel des Festivals ist es, neue Technologien in der Filmproduktion zu zeigen. Das Festival findet an wechselnden Orten statt.

## Historie
IFCT 2002:
- Toronto/Kanada im Compaq Theatre des Ontario Science Centre
- London/England (Dezember 2002)
- Paris/Frankreich (Dezember 2002) im CNIT (Centre National des Industries et Techniques)

IFCT 2003:
- New York/USA

IFCT 2005:
Orte bisher nicht zuordenbar
IFCT 2006:
- UK Event in conjunction with Lovebytes Sheffield/England (24. und 25. März 2006)
- New York Event New York/USA (Oktober 2006)
- LA Event Los Angeles/USA (Dezember 2006)
- Orlando Event Orlando/USA (Dezember 2006)

## Festivalorte

### Bisherige Festivalorte
- Fox Studios Screening Room Sydney, Australia
- The Canadian Broadcast Centre Toronto, Ontario
- The CNIT (Centre National des Industries et Techniques) Paris, France (2002)
- The Remote Lounge Screening Room New York, NY (2003/2006?)
- The Horse Hospital, London England (2002)
- Tribeca Grand Screen, New York, NY (2003/2006?)
- metroarts! Brisbane, Australia
- The CN Tower, Maple Leaf Theatre, Toronto Ontario
- Compaq Theatre, The Ontario Science Centre, Toronto, Ontario (2002)
- Special Screenings at Lovebytes in Sheffield UK (2006)

### Geplante Festivalorte
- The Sony Theatre Culver City, Los Angeles, CA (Dezember 2006)
- Universal Studios Orlando at Universal Citywalk (Dezember 2006)